# Har Hot

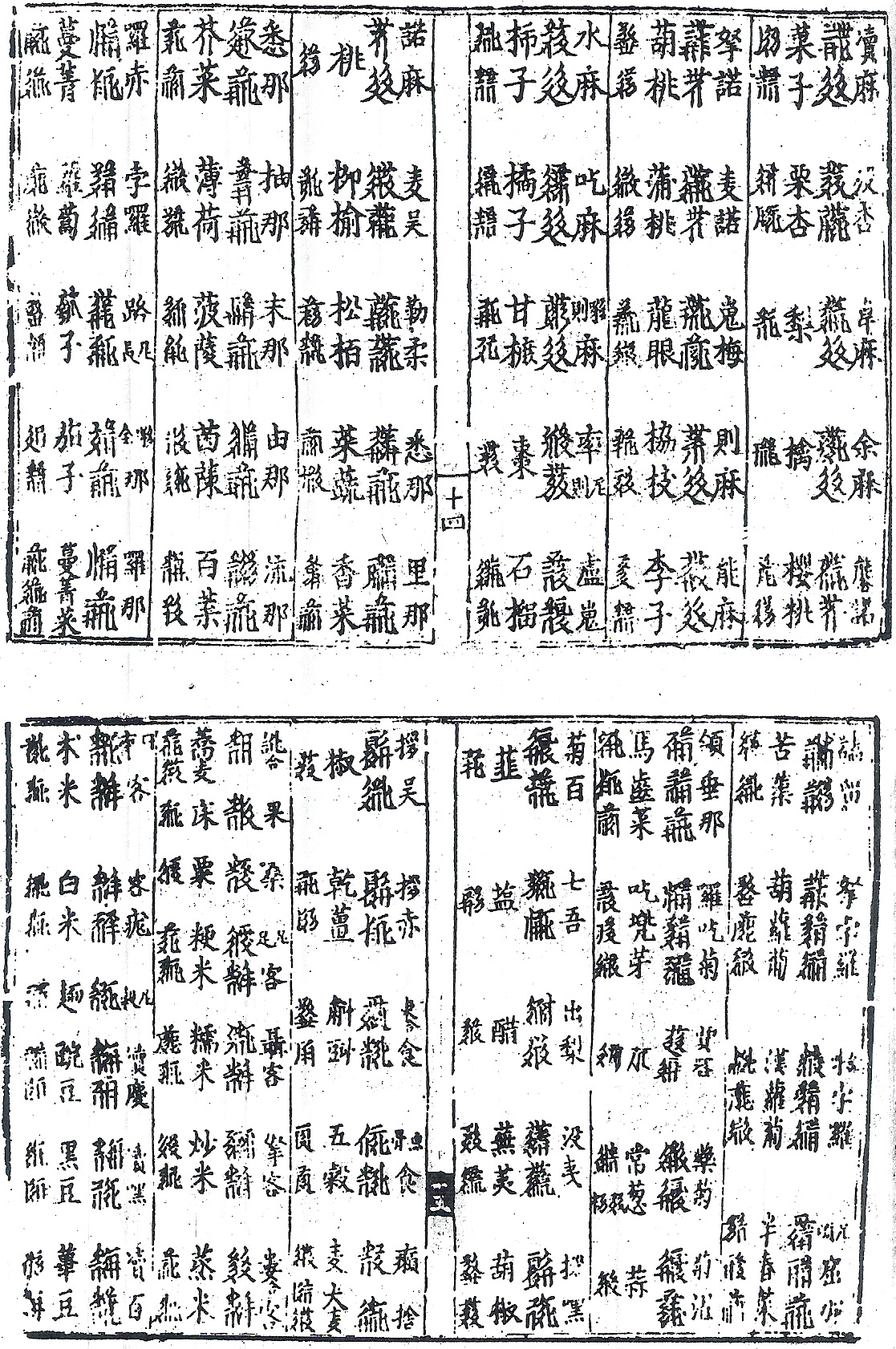
Een pagina uit het glossarium Fanhan heshi zhangzhongzhu

Har Hot, ook wel Karakhoto, Chara-Choto of Khara-Khoto (Mongools: Хар хот, Har hot, Chinees: 黑城 - Heicheng) is een middeleeuwse Tangut-stad in Ejin in Alxa, in het westen van Binnen-Mongolië. Letterlijk betekent het de zwarte stad en het is mogelijk gelijk aan een plaats genaamd Etzina of Edzina waarover Marco Polo schreef. De ruïnes van deze stad werden in de jaren 1900 door de Russische ontdekkingsreiziger Pjotr Kozlov herontdekt.

## Geschiedenis
In de 11e eeuw was de stad een bloeiend handelscentrum van de Tangut. De ommuurde vesting werd om 1227 door de troepen van Dzjengis Khan ingenomen en floreerde verder onder Mongools bewind.
In 1372 werd de Mongoolse koning Hara Bator en zijn leger omsingeld door de optrekkende troepen van de Ming-dynastie. De Chinezen leidden het water om van de Zwarte Rivier die de bronnen en tuinen van de vesting van water voorzag. Hara Bator zag zijn lot in en bracht eerst zijn familie en daarna zichzelf om het leven. Zijn soldaten bleven in de vesting totdat de Ming-Chinese soldaten aanvielen en hen en de bewoners vermoorden.

## Onderzoek
Bij de herontdekking van de stad begin 20e eeuw werden door Koslov meer dan 2000 boeken gevonden in het Tanguts, waaronder het tweetalige Tanguts-Chinese glossarium Fanhan heshi zhangzhongzhu van de Tangutse wetenschapper Gule (骨勒) uit het jaar 1190.